# Lagrand
Lagrand foi uma comuna francesa na região administrativa da Provença-Alpes-Costa Azul, no departamento de Altos-Alpes. Estendia-se por uma área de 6,92 km². Em 2010 a comuna tinha 268 habitantes (densidade: 38,7 hab./km²).
Em 1 de janeiro de 2016, passou a formar parte da nova comuna de Garde-Colombe.